# Gavin Smith
Gavin Smith (Guelph, 4 september 1968  – Houston, 14 januari 2019) was een Canadees professioneel pokerspeler. Hij won onder meer het World Poker Tour $10.000 No Limit Hold'em Championship van de Mirage Poker Showdown in mei 2005 (goed voor een hoofdprijs van $1.128.278,-) en het $2.500 Mixed Hold'em (Limit/No Limit)-toernooi van de WSOP 2010 (goed voor $268.238,-). Hij was World Poker Tour Player of the Year in het vierde seizoen van deze toernooiserie (mei 2005 tot en met april 2006).
Smith verdiende meer dan $6.300.000,- in pokertoernooien, cashgames niet meegerekend.

## Wapenfeiten
Smith was van origine een cribbage- en rummy-speler, die van daaruit is gaan pokeren. Hij werkte eind jaren 90 als pokerdealer en begon vervolgens een eigen pokerclub. Hij speelde op hoog niveau in verschillende spelvarianten, zoals Texas Hold 'em, 7 Card Stud, Omaha en H.O.R.S.E., een variant waarin ieder x aantal minuten gewisseld wordt tussen vijf verschillende pokerspelen.

### Titels
Behalve een WSOP- en een WPT-toernooi, schreef Smith verschillende andere prestigieuze pokerevenementen op zijn naam. Zo won hij:
- het $500 No Limit Hold'em-toernooi van de World Poker Finals 1999 (goed voor $14.280,-)
- het $550 7 Card Stud Hi-Lo 8 or Better-toernooi van de World Poker Finals 2000 ($26.200,-)
- het $80 Limit Hold'em, Omaha Hi Lo, Stud, No Limit Hold'em-toernooi van BARGE 2003 ($2880,-)
- het $80 Limit Hold'em, Omaha Hi Lo, Stud, No Limit Hold'em-toernooi van BARGE 2004 ($3710,-)
- de $ 2.000 No Limit Hold'em Mirage Poker Showdown 2005 ($155.880,-)
- de No Limit Hold'em World Pro-Am Challenge 2006 ($500.000,-)
- de $20.000 Week 2 - 19th Hole van het televisieprogramma Poker After Dark III ($120.000,-)
- de $20.000 Week 5 - Dream Match II van Poker After Dark IV ($120.000,-)
- de $20.000 Week 10 - Celebrities and Mentors van Poker After Dark V ($120.000,-)
- de C$2,500 No Limit Hold'em Canadian Poker Tour 2010 ($182.657,-)
- het C$2.000 No Limit Hold'em CPT Championship van de 2011 Kick Off Series & CPT Finals ($39.617,-)

### Grootste cashes
Daarnaast won Smith hoge prijzengelden met onder meer zijn:
- derde plaats op het WPT $10.000 2nd Annual Doyle Brunson North American Poker Championship - No Limit Hold'em Bellagio Festa Al Lago IV in 2005 ($327.610,-)
- vierde plaats op het WPT $10.000 Championship Event - No Limit Hold'em 2006 Gold Strike World Poker Open ($173.052,-)
- tweede plaats in het WPT C$10.000 No Limit Hold'em 2008 North American Poker Championship ($542.129,-)

zijn

- tweede plaats op het $10.000 Championship Event - No Limit Hold'em van het 2006 WSOP Circuit Harrah's New Orleans ($293.930,-)
- elfde plaats op het $50.000 H.O.R.S.E.-toernooi van de WSOP 2006 ($205.920,-)
- tweede plaats in het $1.500 Pot Limit Hold'em-toernooi van de WSOP 2007 ($155.446,-)

en

- derde plaats op het $25.000 No Limit Hold'em 2007 NBC National Heads-Up Championship ($125.000,-)

## WSOP
| Jaar                       | Toernooi                              | Prijs      |
| -------------------------- | ------------------------------------- | ---------- |
| 2010 World Series of Poker | $2.500 Mixed Hold'em (Limit/No-Limit) | $268.238,- |